# Epiphragma (Epiphragma) collessi
Epiphragma (Epiphragma) collessi is een tweevleugelige uit de familie steltmuggen (Limoniidae). De soort komt voor in het Australaziatisch gebied.